# 코말 자
코말 자(Komal Jha, 1987년 3월 15일 ~ )는 인도의 배우, 토목 기사이다.